# 因迪亚瓦伊
因迪亚瓦伊是巴西马托格罗索州的一个市镇。总面积600.326平方公里，总人口2506人，人口密度4.2人/平方公里。